# Pax Romana

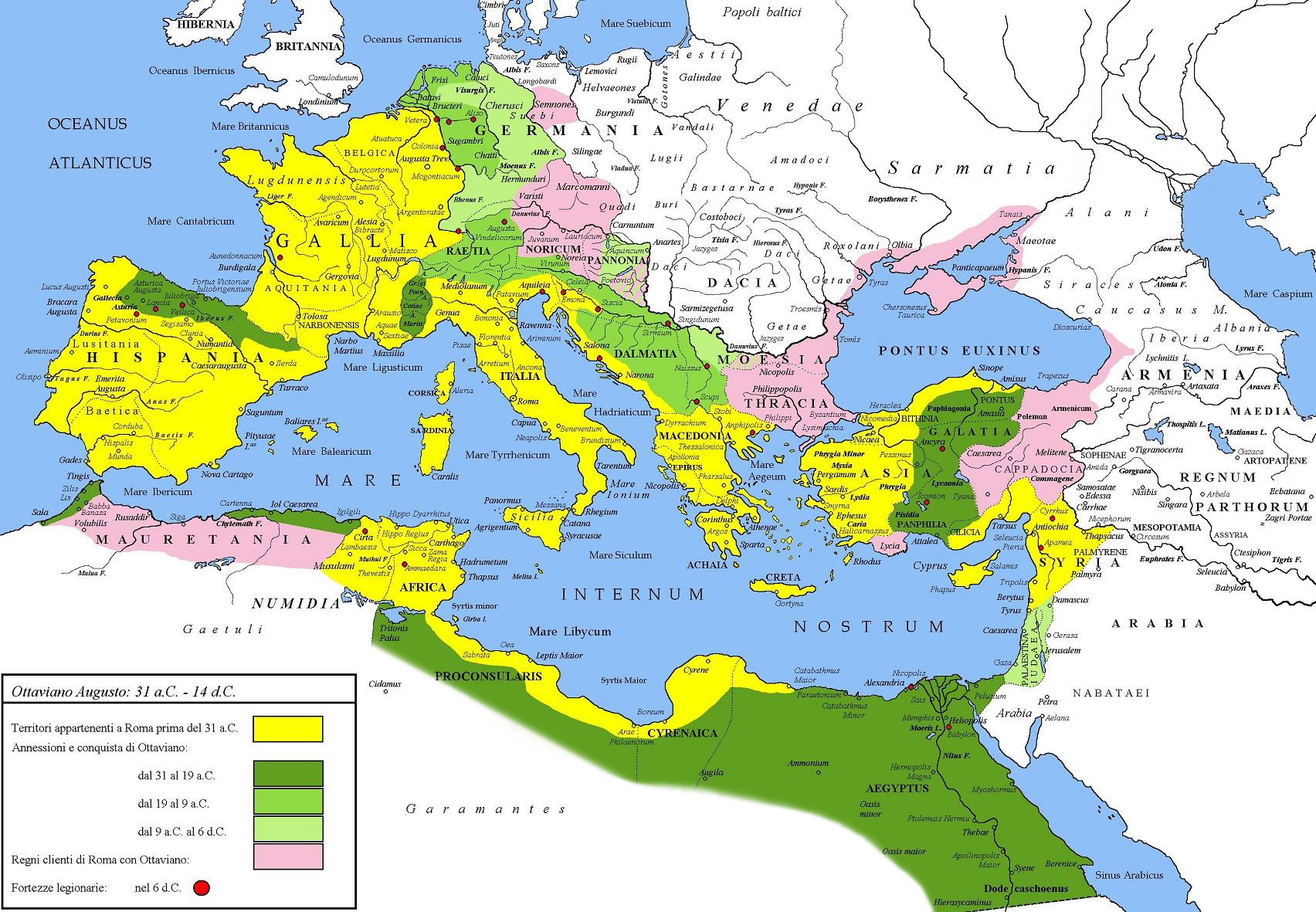
Lãnh thổ Đế quốc La Mã dưới thời Augustus. Phần màu vàng là lãnh thổ của nền Cộng hòa vào năm 31 trước Công nguyên, trong khi phần màu xanh là những vùng đất dần dần bị chinh phạt dưới thời trị vì của Augustus, và các khu vực màu tím là các nước chư hầu.

Thái bình La Mã, còn gọi là Hòa bình La Mã, 	 (tiếng Latinh: Pax Romana) là một thời kỳ lâu dài khi Đế quốc La Mã tương đối hòa bình và quân đội ít bành trướng trong các thế kỷ 1 và 2. Do Hoàng đế Augustus đã mở nền thái bình, đôi khi đây được gọi là Thái bình Augustus (Pax Augusta). Nền thái bình kéo dài khoảng 207 năm (từ năm 27 trước Công nguyên cho đến năm 180). Dù Augustus là người mở nền thái bình, Quân đội La Mã liên tiếp phải chinh chiến với các bộ tộc ở biên cương dưới thời ông. Nhiều sử gia coi nền thái bình ấy và sự thịnh vượng mà nó đem lại là những lợi ích chủ yếu của chính quyền La Mã buổi ấy. Những lợi ích này đặc biệt đáng kể trong giai đoạn "Năm vị hoàng đế anh minh". Các hoàng đế này ưu đãi các tầng lớp thống trị, hợp lực với Viện nguyên lão, giữ yên Đế quốc.

## Khởi thủy của thuật ngữ
Nền Thái bình La Mã mở đầu với sự lên ngôi của Hoàng đế Augustus vào năm 27 trước Công nguyên đánh dấu sự kết thúc của nền Cộng hòa La Mã cùng với những cuộc nội chiến cuối cùng của nó và kéo dài đến năm 180 khi Hoàng đế Marcus Aurelius qua đời. Từ pax trong tiếng Latinh, thường được dịch là "hòa bình," cũng mang nghĩa là "Hiệp ước" hoặc "hòa thuận."
Ghi chép về Pax Romana lần đầu tiên xuất hiện từ tác gia Seneca năm 55 CN.